# Ningbo
Ningbo (kinesisk skrift: 宁波, pinyin: Níngbō) er en subprovinsiel storby på Ningshaosletten i provinsen Zhejiang ved Kinas kyst til det Østkinesiske Hav. Den har et areal på 9.365 km2, og en befolkning på (2009) til 5.710.000 mennesker med en tæthed på 609.7 indb./km2; 2.218.000 mennesker bor i selve storbyområdet. 
Ningbo er ikke bare en vigtig havneby, men også et af den kinesiske østkysts vigtigste økonomiske kraftcentre. Dens handel med udlandet går tilbage til 600-tallet, og er stadig væsentlig. I 2008 blev rejsetiden til Shanghai kortet ned til to timer af den nybyggede Hangzhoubugtbroen, og dette har yderligere stimuleret Ningbos økonomiske vækst. 
Wushashan kulkraftværk ligger her.

## Administration
Ningbo administrerer seks distrikter, tre byer på amtsniveau og to amter. 
- Haishu distrikt (海曙区)
- Jiangdong distrikt (江东区)
- Jiangbei distrikt (江北区)
- Yinzhou distrikt (鄞州区)
- Beilun distrikt (北仑区)
- Zhenhai distrikt (镇海区)
- Yuyao byfylke (余姚市)
- Cixi byfylke (慈溪市)
- Fenghua byfylke (奉化市)
- Xiangshan fylke (象山县)
- Ninghai fylke (宁海县)

## Historie
Ningbo er en af Kinas ældste byer med en historie som går tilbage til 4800 f.Kr. da det var bosættelser knyttet til Hemudukulturen der. Ningbo blev kendt som en vigtig handelshavn ved siden af Yangzhou og Guangzhou under Tang-dynastiet, og var også en vigtig havn under Song-dynastiet.
Ningbo var en af de første fem traktatshavne som blev åbnet for vestlige handelsfolk og andre med Nanjingtraktaten (1842). Under første opiumskrig havde briterne erobret den befæstede indre by efter først at have stormet fæstningsbyen Zhenhai ved mundingen af floden Yong den 10. oktober 1841. 
I 1864 holdt taipingoprørerne byen i seks måneder.
Ningbo var længe kendt for sin traditionelt kinesiske møbelproduktion.
Under anden verdenskrig bombede Japan i 1940 Ningbo med lopper smittet med pest.

## Trafik
Kinas rigsvej 329 går gennem området, fra Hangzhou via Shaoxing og Ningbo til Putuo på Zhoushanøerne.
Havnen i Ningbo er en af de verdens travleste havne.

## Myndigheder
Den lokale leder i Kinas kommunistiske parti er Tang Yijun. Borgmester er Qiu Dongyao, pr. 2021.